# Dolly Damoiseau
Pour les articles homonymes, voir  Damoiseau.
Dolly Damoiseau, née le 30 mai 1930 et morte le 20 novembre 2018, est une journaliste et productrice belge. Après une carrière à la RTBF, elle devient directrice du Centre de Production de Bruxelles.

## Carrière
Malgré son envie de devenir psychiatre, elle ne veut pas faire d'études de médecine et entame donc des études de droit avant de se lancer dans la comédie à Liège. À ses débuts, elle joue sur les planches du Théâtre de l'Étuve (fondé par Jean Mottard) et du Théâtre du Gymnase, où elle rencontre Bernard Faure. Lorsque ce dernier part pour Bruxelles, elle décide de le suivre.
En parallèle de ses débuts sur les planches, elle devient commentatrice d'une émission radio littéraire à Radio-Liège. Arrivée à Bruxelles, elle passe les examens pour devenir journaliste radio-TV à la Radio-télévision belge de la Communauté française et est engagée comme hôtesse de l'émission Qui êtes-vous ? où elle rencontre des vedettes de la chanson.
Lors du départ de David Lachterman du journal télévisée en mars 1962, Dolly Damoiseau - ainsi que d'autres journalistes - y fait son entrée. À la suite de la réorganisation du JT en janvier 1971, elle présente et commente la section « 24 heures en Belgique ». Elle couvre les élections de 1977, accompagnée de France Hardoux, Christiane Lepère et Jacqueline Simon et l'année suivante, travaille sur une émission consacrée au viol nommée « À suivre ». En tant que journaliste, elle se dit intéressée par les questions sociales. En 1983, elle obtient le poste de rédactrice en chef adjointe du JT en remplacement de Pierre Delrock.
Dolly Damoiseau devient directrice du Centre de Production de Bruxelles dans les années 80 tout en continuant à produire de nombreuses émissions, poste qu'elle occupe jusqu'en 1994. Pendant ces années-là, elle produit un magazine pour les jeunes le samedi sur la RTBF : « Génération ‘80 » dès l'automne 1979. Émission à destination des 15-20 ans, sur des sujets portant sur le cinéma, la musique, les sciences mais aussi la TV en tant que telle. L’émission est présentée par Ria Marten et Francis Buytaers. Elle produit également l’émission « Dites-moi » présentée par Michèle Cédric. Avec cette émission, elle souhaite donner uniquement la parole aux femmes. La présentatrice Michèle Cédric lui propose toutefois d'ouvrir les entretiens aux hommes intéressants, comme le navigateur Willy de Roos.